# دهکده ترامپ
دهکده ترامپ (انگلیسی: Trump Village) مجموعه‌ای از ۷ ساختمان آپارتمانی در جزیره کنی، بروکلین، ایالت نیویورک است، که در فاصله سالهای ۱۹۶۳ تا ۱۹۶۴ توسط موریس لاپیدوس طراحی و توسط فرد ترامپ با هزینه‌ای در حدود ۷۰ میلیون دلار ساخته شد.